# 北笹川駅
北笹川駅（きたささかわえき）は、かつて北海道河東郡鹿追町笹川にあった北海道拓殖鉄道の駅である。同鉄道の廃止に伴い廃駅となった。

## 概要
明治製糖清水工場への甜菜（ビート）出荷のために、旅客も扱う停車場として開業した。貨物の取扱いは甜菜の収穫時期に合わせて限定的に行われた。
古くは笹川の小市街の最寄り駅であったが、戦後の当市街は鹿追、瓜幕両市街に吸収されて発展せず、また車の発達もあり、当駅の利用は限られていた。
1960年（昭和35年）、同じ笹川地区に自衛隊前駅（停留場）が開設された。

## 歴史
- 1936年（昭和11年）12月15日 - 当駅開設。一般駅[1][2]。駅員無配置。
- 1963年（昭和38年）6月以降 - 廃止[3]?

## 駅名の由来
当地の地域名に由来する。

## 駅構造
- 交換設備を持たない一般駅[4]。
- ホームと待合所を有していた[1]。
- 貨物積み込み用の側線を有していた[1]。

## 駅周辺
周囲は畑作地帯。
- 笹川小学校
- 国道274号

## 隣の駅
北海道拓殖鉄道
北海道拓殖鉄道線
鹿追駅 - 北笹川駅 - 自衛隊前駅